# Jonathan Morán
Jonathan Alberto Morán (Viedma, Río Negro, 14 de abril de 1989) es un futbolista argentino que se desempeña como delantero. Su actual club es Club Social y Deportivo Xelajú Mario Camposeco de la Liga Nacional de Fútbol de Guatemala.

## Trayectoria
Jonathan Morán nació en General Roca, Río Negro y realizó juveniles en diferentes clubes de la Patagonia, como en la Comisión de Actividades Infantiles .Información Real de Futbol.
Morán regresó a su país natal en la temporada 2012-2013 para convertirse en jugador del Club Social y Deportivo 25 de Mayo, allí disputaría 11 partidos y marcaría un único gol. Cambiaria de rumbo, al unirse al Club Social y Deportivo General Roca donde pese a tener buenos rendimientos se iría a préstamo, y luego de 49 partidos y 9 goles, se mudaría al Club Atlético Alvarado,
Luego tuvo pases irregulares por clubes como Gimnasia y Esgrima, Cipolletti y Barracas Central.en este último logró el ascenso al Nacional B,luego pasó al club  Real Pilar donde llamo la atención de Deportivo Merlo. En Merlo consiguió el ascenso a la Primera B.

## Clubes
| Club                   | País      | Año             |
| ---------------------- | --------- | --------------- |
| Venados de Yucatán     | México    | 2010-2012       |
| 25 de Mayo             | Argentina | 2013-2014       |
| Deportivo General Roca | Argentina | 2014-2015       |
| Alvarado               | Argentina | 2016            |
| Gimnasia y Esgrima     | Argentina | 2016-2017       |
| Cipolletti             | Argentina | 2017-2018       |
| Barracas Central       | Argentina | 2018-2019       |
| Real Pilar             | Argentina | 2020            |
| Deportivo Merlo        | Argentina | 2020-2021       |
| Los Andes              | Argentina | 2022-2023       |
| C. D. Guastatoya       | Guatemala | 2023            |
| Xelajú M. C.           | Guatemala | 2024-Actualidad |